# 中国农工民主党四川省委员会
中国农工民主党四川省委员会，简称农工党四川省委、四川农工党，是中国农工民主党在四川省的地方组织。